# Kalínovka (óblast de Kursk)
Kalínovka (en ruso: Кали́новка) es un asentamiento rural (selsovet) y pueblo (seló) de Rusia, perteneciente al raión de Jomutovka de la óblast de Kursk.
En 2021, el término municipal del selsovet tenía una población de 1417 habitantes, de los que unos mil doscientos vivían en el propio pueblo y el resto repartidos en diecisiete pedanías, de las cuales solamente cinco superan los cincuenta habitantes: los pueblos de Zhedenovka, Amón, Kleven e Iskra y la aldea (derevnia) de Prijodkovo. Hasta 2010, Kalínovka, Amón y Kleven eran cada uno sede de un selsovet; aunque dichos territorios han pasado a formar un único ayuntamiento a efectos de autogobierno local (descentralización), a efectos de organización administrativa de los órganos federales y de la óblast (desconcentración administrativa) siguen considerándose tres selsovety separados.
Área rural y dedicada a la minería de hierro se encuentra ubicada a 11 km al oriente de la frontera con Ucrania. Una elevación promedio de 169 metros.

## Historia
Conocida por ser el lugar de nacimiento de Nikita Jrushchov. En el verano boreal de 1943, durante la batalla de Kursk, se libraron en su territorio violentos enfrentamientos de tanques e infantería que causaron elevadas bajas entre las fuerzas de Granaderos Panzer alemanas que consiguieron ocupar brevemente la ciudad, incluyendo al comandante del Regimiento Panzer Grossdeutschland, coronel Conde von Strachwicz.